# Venus vom Vogelherd

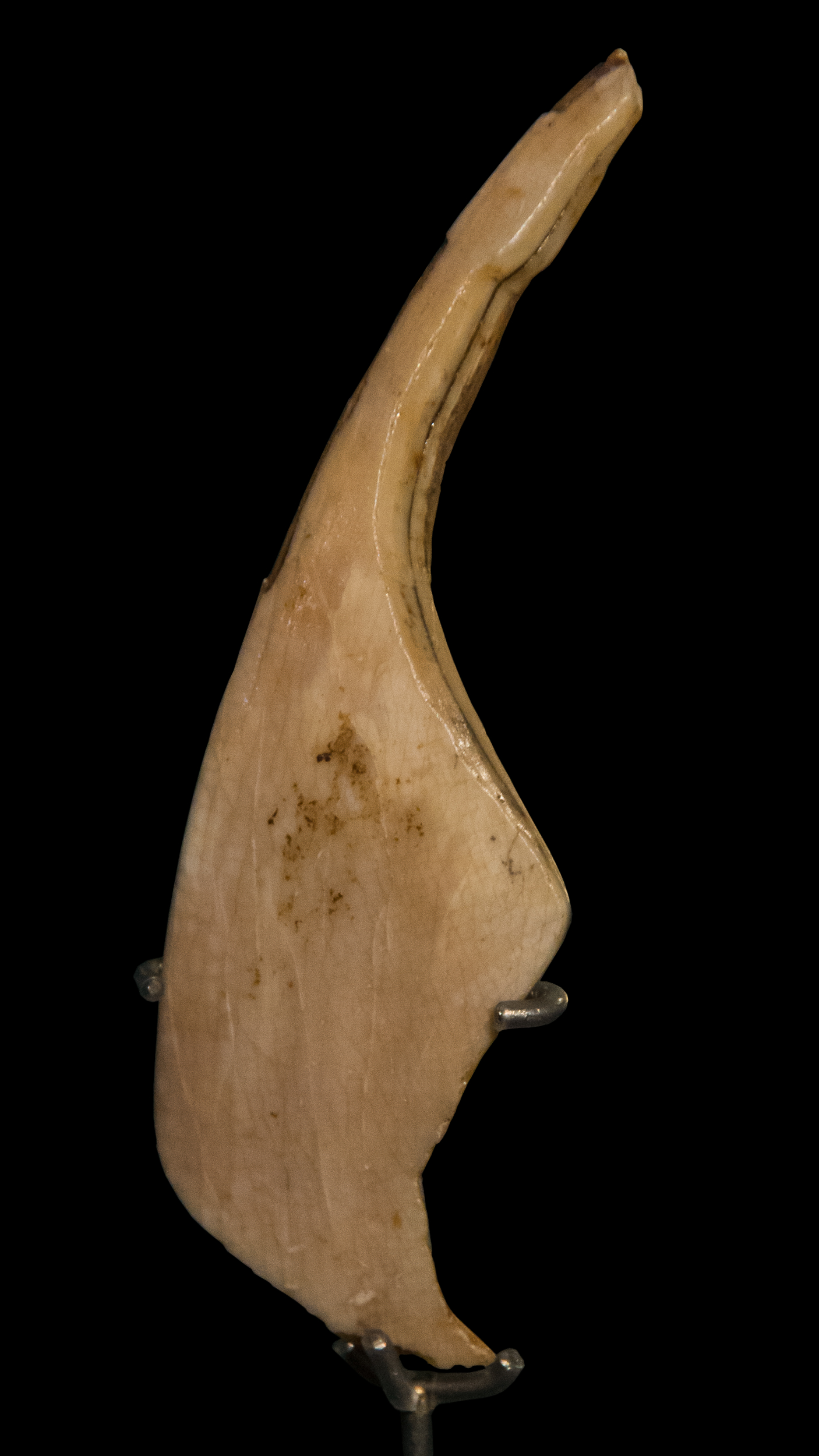
Venus vom Vogelherd

Bei der Venus vom Vogelherd handelt es sich um eine Venusfigurine, angefertigt aus einem Wildschweinzahn. Das Alter wird mit 13000 Jahren angegeben; sie stammt aus dem Magdalenien. Die paläolithische Frauenstatuette wurde 2008 gefunden bei der Nachgrabung im Material der Ausgrabung von Riek aus dem Jahr 1931.
Ebenfalls in der Vogelherdhöhle wurde eine weitere anthropomorphe Figur gefunden. Sie besteht aus Mammutelfenbein und ist 6,9 cm hoch. 